# トレプトウ＝ケーペニック区
トレプトウ＝ケーペニック区 (トレプトウ＝ケーペニックく、ドイツ語: Bezirk Treptow-Köpenick) はドイツの首都ベルリン（都市州）の行政区である。区コードは09であり、2020年12月31日時点の人口は273,689人であった。
本区は2001年のベルリン行政改革の一環として、それまでのトレプトウ区とケーペニック区が合併して成立した。ベルリンは総面積が約892km²であるが、本区はその約19%を占め、ベルリン全区で最大の区である。

## 地理

### 位置
本区はベルリン南東部に位置し、ベルリンの最東端にして最南端の区である。区内の地区では最東端はベルリン＝ラーンスドルフ、最南端はベルリン＝シュメークヴィッツにあたる。区面積の約70%がミュッゲル湖、ツォイテン湖といった水域、森林、公園、自然保護区、景観保護区から成っている。水域の割合は 12.9%、森林では41.5%にものぼり、ベルリン全区で最大の割合である。ベルリン全体から見ると、全水域の36.4%、全森林の42.9%が本区に含まれる。
この他にもケーペニック地区は、面積が34.92 km²と、ベルリンの全地区で最大である。
この地域は第二次世界大戦後、旧トレプトウ区、旧ケーペニック区ともドイツ再統一まで東ベルリンに属した。

### 地区
| 地区番号 地区・街区 | 面積      | 人口 （2020年12月31日現在） | 人口密度    | 区内地図（地区の位置） |
| --- | --------- | --------------------------- | ----------- | ---------------------- |
| 0901 アルト＝トレプトウ | 2.31 km²  | 13,167人                    | 5,700人/km² |                        |
| 0902 プレンターヴァルト | 3.01 km²  | 11,299人                    | 3,754人/km² |                        |
| 0903 バウムシューレンヴェーク - シュペーツフェルデ | 4.82 km²  | 18,894人                    | 3,920人/km² |                        |
| 0904 ヨハニスタール | 6.54 km²  | 19,960人                    | 3,052人/km² |                        |
| 0905 ニーダーシェーネヴァイデ - オーバーシュプレー (Oberspree) | 3.49 km²  | 13,004人                    | 3,726人/km² |                        |
| 0906 アルトグリーニケ - ファルケンベルク (Falkenberg) | 7.89 km²  | 29,595人                    | 3,751人/km² |                        |
| 0907 アードラースホーフ - ヴェンデンハイデ (Wendenheide) | 6.11 km²  | 20,210人                    | 3,308人/km² |                        |
| 0908 ボーンスドルフ - ファルケンホルスト (Falkenhorst) - ファルケンベルク (Falkenberg) | 6.52 km²  | 11,859人                    | 1,819人/km² |                        |
| 0909 オーバーシェーネヴァイデ | 6.18 km²  | 23,638人                    | 3,825人/km² |                        |
| 0910 ケーペニック - アルトシュタット (Altstadt) - ダムフェルト (Dammfeld) - ダムフォアシュタット - エルゼングルント (Elsengrund) - ケメライハイデ (Kämmereiheide) - キーツ - キーツァー・フェルト (Kietzer Feld) - ケルニッシェ・フォアシュタット - ピーパーツヴィンケル (Piepertswinkel) - ザルヴァドーア＝アリェンデ＝フィアテル - シュピンドラースフェルト - ウーレンホルスト (Uhlenhorst) - ヴェンデンシュロス - ヴォルフスガルテン (Wolfsgarten) | 34.92 km² | 67,148人                    | 1,923人/km² |                        |
| 0911 フリードリヒスハーゲン - ヒルシュガルテン | 14.02 km² | 19,009人                    | 1,356人/km² |                        |
| 0912 ラーンスドルフ - ヘッセンヴィンケル (Hessenwinkel) - ヴィルヘルムスハーゲン (Wilhelmshagen) | 21.45 km² | 9,856人                     | 459人/km²   |                        |
| 0913 グリュナウ | 9.13 km²  | 7,217人                     | 790人/km²   |                        |
| 0914 ミュッゲルハイム - ルートヴィヒスヘーエ (Ludwigshöhe) - ジードルング・シェーンホルスト (Siedlung Schönhorst) | 22.22 km² | 6,867人                     | 309人/km²   |                        |
| 0915 シュメークヴィッツ - カロリーネンホーフ - ラウフファングスヴェルダー (Rauchfangswerder) - シュメークヴィッツヴェルダー (Schmöckwitzwerder) | 17.14 km² | 4,442人                     | 259人/km²   |                        |

## 人口

2010年のトレプトウ＝ケーペニック区の人口ピラミッド

人口ではトレプトウ＝ケーペニック区は、シュパンダウ区に次いでベルリン全区で2番目に人口が少ない区である。2020年12月31日での273,689人であった。区の総面積は168.4km² であるが、水域と森林が多くを占めるため、人口密度は同時点で1km²あたり1,625人と、ベルリン全区で最低であった。
2012年12月31日時点の外国人の割合は4.0％であるが、移民の背景を持つ住民は8.4％であった。2013年4月30日時点の失業率は10.1%であった。 2012年12月31日時点の平均年齢は45.5歳であった。

## 社会資本

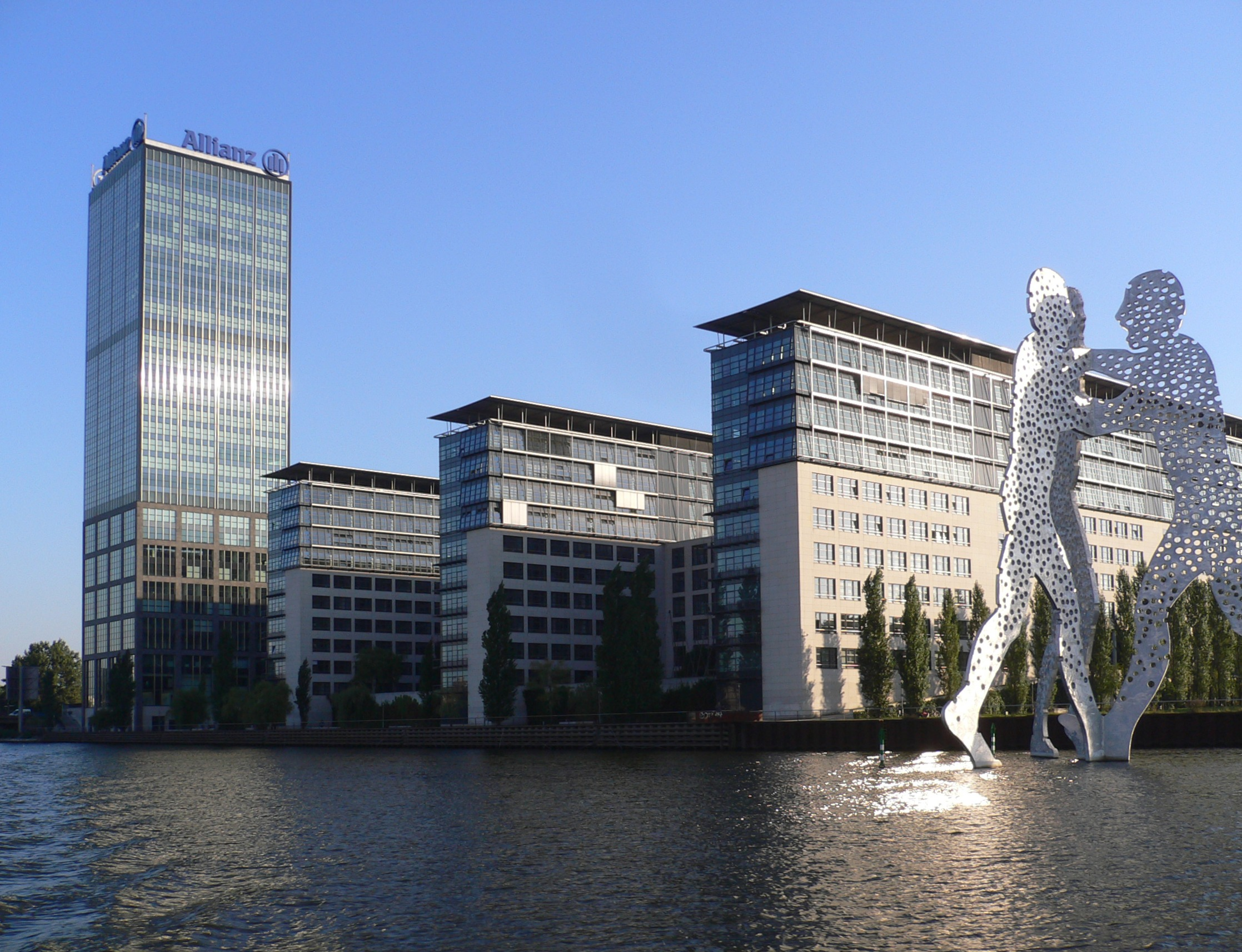
シュプレー川に臨む。対岸はフリードリヒスハイン＝クロイツベルク区である。

トレプトウ＝ケーペニック区内にはベルリン最長の道路 (11.9km)、アードラーゲシュテル（「鷲の林道」）が通っている。アルト＝トレプトウ地区にはビル・コンプレックスで31階建てのトレープタワーズがあり、ベルリンで最も高いオフィスビルとなっている。

## 紋章

現在の紋章は2004年9月21日にベルリン市参事会から授与された。旧トレプトウ区と旧ケーペニック区の紋章をもとに、様々な要素を組み合わせたものである。
紋章記述：「青地に緑色で金の縁取りが付く先広のT型十字に銀色の2匹の直立し、内側を向く魚が付く。T型十字には金色で左向きに突起がある鍵と7つの四芒星 (4:2:1) が乗る。盾の上には3つの塔を持つ赤い城壁冠があり、中央の塔にはベルリンの紋章が付く」。
| 1992年時点の紋章 |                |
|                  |                |
| トレプトウ区     | ケーペニック区 |

説明：トレプトウ＝ケーペニック区の紋章は旧トレプトウ区、ケーペニック区の紋章の要素から構成され、特にケーペニックの紋章から大きな影響を受けている。ケーペニックの紋章の方がトレプトウに比べてはるかに歴史が長い。都市ケーペニックの紋章は既に14世紀に制定され、当時から青色の盾に鍵が一つ、漁師の守護聖人、聖ペテロをあらわす魚が2匹、7つの星が付くものであった。トレプトウ区を示すものは盾のＴ型分割と緑色のティンクチャーである。緑はトレプトウの紋章を占める色で、森の図柄に由来し、豊かな森林を表すものである。
2001年の行政改革の一環として両区が合併すると、当初、旧両区の紋章がどちらも引き続き使用された。合併から3年後、紋章学者のハラルド・ディーマール (Frank Diemar) による新紋章が制定された。城壁冠はベルリン全区の紋章に共通の意匠である。

## 政治
トレプトウ＝ケーペニック区議会は、2016年9月18日に行われた選挙の結果、6党が議席を持つ。得票率はSPD (24.9%)以下、左翼党 (22.7%)、AfD (20.1%)、CDU (12.5%)、緑の党 (9.4%)、FDP (3.6%) であった。
全55議席の配分は以下の通り。SPD15議席、左翼党14議席、AfD12議席、CDU7議席、緑の党6議席、FDP2議席。
区議会議長はペーター・グロース（緑の党）である。
区長はオリヴァー・イーゲル（SPD）、副区長はゲルノット・クレム（左翼党）。区参事は、SPD、AfD、CDUから各1名である。

## 姉妹都市
本区はドイツ、ヨーロッパ、アメリカ大陸の市町村と姉妹都市協定を結んでいる。旧トレプトウ区、旧ケーペニック区が締結したものは、合併後も継続している。公式の姉妹都市の他にも、個別プロジェクトでは、ヨーロッパの他の都市とも協力している。
- ケルン（ドイツ）1990年
- イースト・ノリトン郡区（ドイツ語版）（アメリカ）1991年
- ワルシャワ・モコトゥフ（ドイツ語版）区（ポーランド）1993年
- オーデルンハイム・アム・グラーン（ドイツ語版）（ドイツ）1997年
- アルビネーア（イタリア）1997/1998年
- カハマルカ（ペルー）1998年
- ミュルツツーシュラーク（オーストリア）2002年
- オロモウツ（チェコ）2002年
- スボティツァ（セルビア）2002年
- イゾラ（スロヴェニア）2002年
- ヴェスプレーム（ハンガリー）2002年

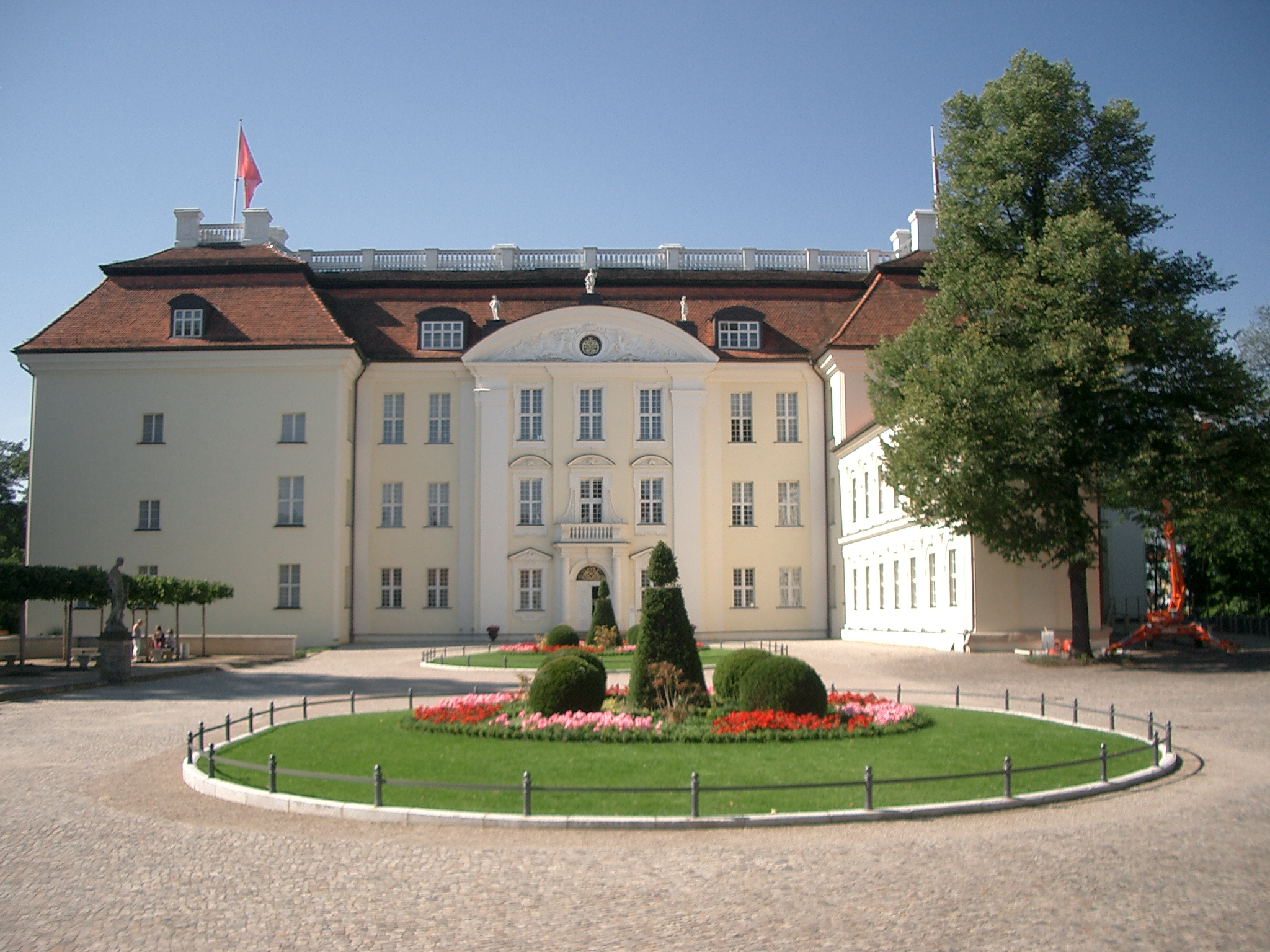
の美術工芸博物館